# Исчезнувшие населённые пункты Таймырского Долгано-Ненецкого района
Исчезнувшие населённые пункты Таймырского Долгано-Ненецкого района — перечень населённых пунктов Таймырского Долгано-Ненецкого района, которые в силу разных причин покинули или забросили люди.
В скобках после названия населённого пункта указаны координаты населённых пунктов.

## Городское поселение Диксон
Мыс Входной (73°53′31″ с. ш. 86°46′27″ в. д.) — опустел, располагался у устья реки Пясина на одноимённом мысе.
Омулевая (73°29′41″ с. ш. 80°33′17″ в. д.) — населённый пункт, располагался южнее пгт Диксона.
Усть-Тарея (73°15′10″ с. ш. 90°35′58″ в. д.) — посёлок.
Эклипс (75°37′34″ с. ш. 91°13′02″ в. д.)— пограничная застава в составе Отдельного Арктического пограничного отряда Существовал с 1968 года до 2006 года.

## Городское поселение Дудинка
Агапа (71°25′56″ с. ш. 89°13′23″ в. д.) — посёлок, стоит на берегу реки Пясина напротив устья реки Агапа от которой и получил название.
Кресты (70°51′56″ с. ш. 89°54′13″ в. д.) — бывший посёлок. 
Никольск (69°00′38″ с. ш. 86°06′49″ в. д.) — от посёлка почти ничего не осталось.
Новоананьинск (69°47′07″ с. ш. 85°27′39″ в. д.) — опустевший посёлок.
Пайтурма (71°38′47″ с. ш. 95°01′19″ в. д.) — посёлок, до 2010 входил в состал Волочанского сельсовета.
Пшеничный ручей (69°26′41″ с. ш. 86°07′26″ в. д.) — фактически территория посёлка учитывается как микрорайон Дудинки.
Таймырец (69°20′35″ с. ш. 85°56′45″ в. д.) — исчезнувший посёлок (урочище).
Усть-Хантайка (68°15′47″ с. ш. 86°37′23″ в. д.) — посёлок.

## Сельское поселение Караул
Большая Хета (69°27′09″ с. ш. 84°18′13″ в. д.) — существовал как населённый пункт фактория Большая Хета.
Дерябино (70°43′22″ с. ш. 82°22′10″ в. д.) — посёлок.
Иннокентьевск (71°33′46″ с. ш. 83°09′15″ в. д.) — от посёлка остались только руины домов. Входил в состав Воронцовского сельсовета.
Лайда (71°42′43″ с. ш. 83°14′46″ в. д.) — бывший посёлок.
Ландыгин Яр (70°52′37″ с. ш. 83°31′43″ в. д.) — бывший посёлок.
Лескино (72°19′47″ с. ш. 79°34′36″ в. д.) — полярная станция. Закрыта в 1997 году.
Малая Хета (69°34′06″ с. ш. 84°32′54″ в. д.) — опустевший посёлок на берегу одноимённой реки. 
Мессояха (69°07′44″ с. ш. 82°30′22″ в. д.) — официальные документы о упразднении посёлка отсутствуют. Вместе с Тухардом образовывал Мессояхский сельсовет.
Посино (69°46′18″ с. ш. 83°27′15″ в. д.) — посёлок.
Селякино (69°42′52″ с. ш. 84°04′57″ в. д.) — посёлок. 
Сосновая (72°22′30″ с. ш. 78°36′51″ в. д.) — посёлок, располагался у устья реки Монгочеяха.
Толстый нос (70°07′23″ с. ш. 83°11′18″ в. д.) — посёлок, входил в состав Караульского сельсовета.
Троицк (71°46′27″ с. ш. 83°28′11″ в. д.) — посёлок. Входил в состав Воронцовского сельсовета.
Яковлевка (71°02′04″ с. ш. 83°21′08″ в. д.) — посёлок.

## Сельское поселение Хатанга
Камень (70°38′19″ с. ш. 95°00′32″ в. д.) — урочище, располагался на реке Хета.
Косистый (73°39′24″ с. ш. 109°45′04″ в. д.) — упразднённый посёлок с 2000 года.
Новолитовье (72°18′50″ с. ш. 103°09′44″ в. д.) — посёлок.
Нордвик (73°59′48″ с. ш. 111°27′44″ в. д.) — бывший порт.
Обойная (72°27′38″ с. ш. 104°09′14″ в. д.) — посёлок. 
Усть-Боганида (70°54′05″ с. ш. 95°19′37″ в. д.) — нежилой посёлок.  